# Rectoria de Rafelcofer

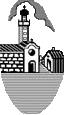
Antic escut de Rafelcofer

La Rectoria de Rafelcofer, es va crear en 1535, quan la parròquia de Rafelcofer va ser desmembrada de la d'Oliva, i erigida en rectoria de moriscos, una espècie de mecanisme inquisitorial a escala reduïda per tal de controlar els moriscs de les alqueries de la seua àrea jurisdiccional. Li van ser afegides com a annexos, l'Alqueria dels Frares, l'Alqueria de la Comtessa i l'Alcudiola del Rabat, amb església parroquial a Rafelcofer. Cap a 1527 al terme de la Rectoria hi vivien uns 125 habitants, majoritàriament moriscs.
Després del decret d'expulsió dels moriscos, el terme de la Rectoria de Rafelcofer va quedar pràcticament despoblat, però poc després es va iniciar una repoblació, amb gent fonamentalment dels pobles veïns. L'Alqueria dels Frares que havia sigut agregada a l'Alqueria de la Comtessa, no tornaria a ser repoblada. La Rectoria de Rafelcofer desapareixia després de la segregació de l'Alqueria de la Comtessa el 1733, que s'erigia en parròquia independent, mentre que l'Alcudiola va quedar definitivament annexionada a la parròquia de Rafelcofer. L'antic escut de Rafelcofer, fa referència a l'antiga Rectoria de Moriscs, amb l'església, que representa la presència cristiana omnipresent i vigilant, i les cases morisques de la majoria de la població.